# Pierre Louÿs
Pierre Louÿs, ursprungligen Pierre Felix Louis, även känd under pseudonymerna Pierre Chrysis, Peter Lewys och Chibrac, född 10 december 1870 i belgiska Gent, död  6 juni 1925 i Paris, var en fransk symbolistpoet och romanförfattare. Vid sidan av de Sade, Verlaine och Mirabeau betraktas han som den erotiska litteraturens mästare i Frankrike. Flera av hans verk finns på svenska.

## Liv
Pierre Louÿs läste vid École Alsacienne i Paris samtidigt som André Gide. Redan då skrev Pierre Louÿs litterära texter och gav ut en tidskrift. Han hade även kontakt med företrädare för den äldre Parnass-skolan, sådana som Leconte de Lisle eller José-María de Heredia. Den senares dotter Louise, kallad Loulouse, gifte sig Louÿs motvilligt med 1899 efter en affär med hennes äldre syster Marie, gift de Régnier. Pierre Louÿs gifte sig ytterligare en gång mot slutet av sitt liv med Aline Steenackers. De fick tre barn tillsammans. Pierre Louÿs avled i en ålder av 54 år. Han begravdes på Montparnassekyrkogården i Paris.

## Litterär verksamhet
1891 grundade han litteraturtidskriften La Conque. I den publicerades såväl företrädare för parnass-skolan som symbolister. Vid sidan av redan kända författare som Mallarmé, Jean Moréas, de Lisle eller Paul Verlaine trycktes ännu obekanta författare som Paul Valéry, André Gide, Jean de Tinan och Louÿs själv. Under 1890-talet publicerade Louÿs flera verk som stimulerade såväl samtida som senare tiders musiker, målare, tecknare och filmskapare till egna arbeten. Oscar Wilde tillägnade honom sin Salome, när dramat utkom på franska 1893. Runt sekelskiftet drog sig Louÿs undan offentligheten och upphörde i stort sett att publicera sig, men efterlämnade en hel del för postum utgivning. Hans bibliotek omfattade omkring 20 000 band, med en stor samling antika klassiker, varav en rad unika exemplar. Hans livslånga intresse för just antiken resulterade bland annat i franska översättningar av grekiska författare. Ett exempel är Scènes de la vie des courtisanes (1894), av Lukianos, som består av samtal mellan hetärer. Pierre Louÿs förde även en omfattande korrespondens med samtida lärda och intellektuella, men denna är fortfarande bara delvis offentliggjord. 

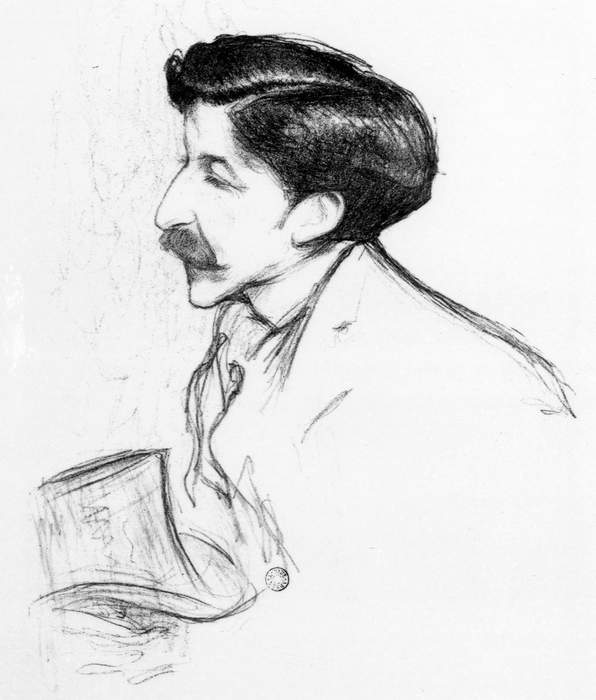
Henry Bataille: Teckning av Pierre Louÿs i Paris 1901.

### Poesi
Pierre Louÿs litterära debut ägde rum med diktsamlingen Astarte (1891), utgiven på eget förlag. Den följdes i rask takt av ytterligare tre diktsamlingar och ett par översättningsvolymer innan han publicerade diktverket Les Chansons de Bilitis (1894). Detta beskrivs ofta som hans mest kända verk och som ett berömt exempel på "falsarium" inom litteraturhistorien. Första gången verket utkom angavs nämligen Louÿs som översättare. Dikterna påstods vara skrivna av någon hittills okänd grekisk skaldinna ur Sapfos umgängeskrets. Samlingen innehåller dikter och lyrisk prosa som är påverkad av parnass-skolans poeter och tankevärld med deras förkärlek för hellenistisk poesi och grekisk mytologi liksom deras smak för en stegrad känslosamhet, för bukolisk och förfinad erotik. Dikterna kännetecknas av en ytterst konstfärdig sammansmältning av bilder från naturen med en antikt inspirerad sinnlighet och scener av flammande erotik. Även till formen erinrar de om antik diktkonst. Delar av verket översattes anonymt till svenska 1962 under titeln Väninnorna: Bilitis sånger om kärlek. Boken inspirerade för övrigt tidigt olika musiker, som Wilhelm Kienzl eller Claude Debussy vilken bland annat tonsatte tre dikter i sina Chansons op. 66. Catherine Breillat deltog i filmmanusbearbetningen av Pierre Louÿs text till det romantiska dramat Bilitis (1977).

### Prosa
Pierre Louÿs debutroman Aphrodite (mœurs antiques) kom 1896. Med sin atmosfär av förfinad naturkänsla, levnadsglädje och sinnlighet blev romanen en framgång hos såväl kritiker som publik. Den översattes till svenska, Aphrodite: antik sederoman (1899), och nyöversattes senare av Ernst Lundquist ett par gånger under titeln Aphrodite: en roman om kärlek från antikens dagar och gavs senast ut 1925.
Nästa roman från 1898, La Femme et le pantin, utspelar sig i författarens samtid och betraktas som hans mest betydande roman. Även dramatiska inslag fogades här till den estetisk-erotiska lockelse som varit författarens kännemärke från första början. I sin roman skissar Louÿs fram en målning av den komplexa känslovärlden hos sin tids storstadsmänniskor. Romanen sattes 1910 upp som pjäs i fyra akter av den unge dramatikern och författaren Pierre Frondaie på Théâtre Antoine i Paris. Den bildade för övrigt underlag till en rad tonsättningar och filmatiseringar. Musikdramat Conchita (1911) av Zingarini och Vaucaire med musik av Riccardo Zandonai bygger på den. Det gör även Josef von Sternbergs film Spansk karneval ("The Devil is a Woman", 1935) med Marlene Dietrich, liksom Begärets dunkla mål (1977) av Luis Buñuel. Den unge Martin Rogberg gjorde en första svensk översättning, Kvinnan och dockan (1918, 1923). Den senaste översättningen, Kvinnan och sprattelgubben, är från 1928.
Trots ekonomiska trångmål lyckades Pierre Louÿs författa den uppsluppna Les Aventures du roi Pausole (1901). Det är en munter skröna från sagolandet Tryphème där kung Pausole har ett harem med 366 fruar, en för varje dag på året, utöver ytterligare en för alla skottår. Den slutar med att kungen abdikerar självmant och övergår till att bli fjärilssamlare. 1930 uruppfördes Kung Pausoles äventyr som operett av Arthur Honegger med libretto av Albert Willermetz. Historien passade även ypperligt som förväxlingskomedi på teatern och den ryske teatermannen Alexander Granovskij (1890–1937) färdigställde 1933 simultant en fransk och en engelsk filmversion. Emil Jannings har huvudrollen i den engelska versionen, The Merry Monarch.
I början av det nya seklet publicerade Pierre Louÿs knappt några nya verk, om det nu berodde på ekonomiska bekymmer eller mer personliga. För övrigt gav han bara ut en samling artiklar som varit spridda i tidningar och tidskrifter.

## Verkförteckning

### Poesi
- Astarte (1891)
- Les Chansons de Bilitis (1894, utökad 1898)
  - Hela verket på Wikisource (franska)
  - Väninnorna: Bilitis' sånger om kärlek (Stockholm, 1962)
- Poëtique (Mercure de France, 1 juni 1916) Online
- Isthi (Libraire Crès, 1916)
- Pervigilium mortis (skriven 1917, postumt utgiven) Wikisource (franska)
- Pybrac (1927, postum; éditions Allia 2005) ISBN 2-84485-180-0
  - Prov på "fyrradingar" ur Pybrac, anonymt illustrerade

### Romaner
- Aphrodite (mœurs antiques) (1896)
  - Aphrodite: antik sederoman, "öfvers af E. T." (Stockholm, Silén, 1899)
  - Aphrodite: en roman om kärlek från antikens dagar, ny övers. av Ernst Lundquist, ill. av G. Lannmark och C. Krawe (Stockholm: Holmquist, 1925)
- La Femme et le pantin (1898)
  - Kvinnan och dockan (Göteborg: Ernst Bauer, 1918)
  - Kvinnan och dockan, övers. av Martin Rogberg. Teckn. av Alfr. Proessdorf (Göteborg: Romanförl., 1923)
  - Kvinnan och sprattelgubben, övers. av A. Berg (Stockholm: Holmquist, 1928)
- Les Aventures du roi Pausole (1901)
- Trois filles de leur mère (skriven runt 1913, postumt utgiven 1926)
  - Mammas tre flickor, översättning och efterord av doktor C/M Edenborg. Med 20 etsningar av Louis-André Berthommé Saint-André från 1926 års första franska utgåva. (Vertigo förlag, 2011)

## Biografier
- Jean-Paul Goujon: Pierre Louÿs: une vie secrète (1870-1925) (872 s.; Fayard, 2002) ISBN 2-213-61195-5
- H. P. Clive: Pierre Louÿs: (1870–1925): a biography (Clarendon P., 1978) ISBN 0-19-815751-7